# Jean-Jacques Caux
 (septembre 2020).
Si vous disposez d'ouvrages ou d'articles de référence ou si vous connaissez des sites web de qualité traitant du thème abordé ici, merci de compléter l'article en donnant les références utiles à sa vérifiabilité et en les liant à la section « Notes et références ».
Pour les articles homonymes, voir Caux (homonymie).
Jean-Jacques Caux, aussi appelé Jean Caux, alias Cataline (né en 1830 dans le Béarn, ancienne province du Sud-Ouest de la France, et mort en 1922 dans le village de Hazelton en Colombie-Britannique), est un aventurier canadien d´origine française qui a joué un rôle remarquable dans la francophonie.

## Biographie
En 1858, à l'âge de 28 ans, cet aventurier amoureux de liberté et de plein air décide de travailler à son compte comme Pack-train-man ou porteur de marchandises à l'aide de mules et de chevaux pour les chercheurs d'or. À l'époque, la ruée vers l'or bat son plein sur la côte Ouest des États-Unis et du Canada.
Cataline est semble-t-il un métis illettré mais très débrouillard. Comme le béarnais de sa ville natale n'est pas compris en Colombie Britannique, Caux se résout à inventer une langue issue de la combinaison de l'anglais, du français, de l´espagnol et du béarnais, dont voici un exemple de phrase : Alla time blowa de buga no gooda, scara de mule. Cataline eut notamment comme client: la Compagnie de la Baie d'Hudson et la Compagnie de chemin de fer Canadien Pacifique.
Comme son emploi de porteur de marchandises n'est que saisonnier, Caux profite de ses haltes dans les petites villes de la côte ouest canadienne pour dépenser son argent dans le jeu, les bars et avec les femmes. Attablé dans un bar, Cataline a coutume de se lisser les cheveux avec du whisky. Caux est un homme généreux qui traite bien ses employés. De plus, c´est un homme qui a le sens des affaires, capable de marchander aussi bien avec les blancs qu'avec les indiens. Sa mémoire prodigieuse pour identifier les meilleures pistes, son endurance dans un environnement souvent hostile (montagne,température,...) et sa franche camaraderie ont contribué à faire de Cataline une légende vivante.
Cataline est un nomade. À une certaine époque, il se lie avec une indienne qui devint sa compagne pour un certain temps et qui lui donne une fille, nommée Clémence, en 1880.
Cataline, fut un grand pionnier qui influença sans doute la destinée de la Colombie Britannique. Il prend sa retraite en 1913 dans le village de Hazelton en Colombie-Britannique à l'âge de 83 ans après plus de 55 ans de métier comme porteur de marchandises. Il meurt en 1922, à l'hôpital d'Hazelton. Il repose dans le Vieux Cimetière de cette même ville. On peut aussi trouver des objets et des documents liés à la vie de cet homme mythique au Musée des Pionniers de la ville.
La réalisatrice et productrice canadienne Sylvie Peltier a tourné en 2002 un documentaire fiction de 52 minutes pour honorer la mémoire de Jean-Jacques Caux, intitulé The Legend of Cataline.